# Resort
Ne doit pas être confondu avec Station touristique.
Cet article possède un paronyme, voir Ressort.
 (août 2020).
Si vous disposez d'ouvrages ou d'articles de référence ou si vous connaissez des sites web de qualité traitant du thème abordé ici, merci de compléter l'article en donnant les références utiles à sa vérifiabilité et en les liant à la section « Notes et références ».
Resort (prononcer [rɪ:zɔ:t]) est un terme anglais utilisé par des entreprises internationales pour désigner, le plus souvent dans leur raison sociale, les villages de vacances ou les stations de tourisme qu'elles exploitent, c'est-à-dire généralement un complexe de loisirs ou un parc de loisirs dotés d'un ensemble hôtelier.

## Signification
Le terme anglais resort est l'équivalent du mot français « station ». Il tire son origine du mot français « ressort », qui avait aux XIIIe-XVIe siècles le sens de « rebondir », de « se retirer », de « s'enfuir », ou celui, judiciaire, qu'il a conservé aujourd'hui, et qui est passé dans la langue anglaise au XIVe siècle. En anglais, le mot a eu d'abord le sens du français « recours », avant d'entrer dans des expressions comme places of public resort, « lieu fréquenté par des gens », puis « lieu fréquenté pour le repos et les loisirs », ce lieu étant soit une station (acception classique), soit un établissement (acception récente).

## Emplois du terme en anglais

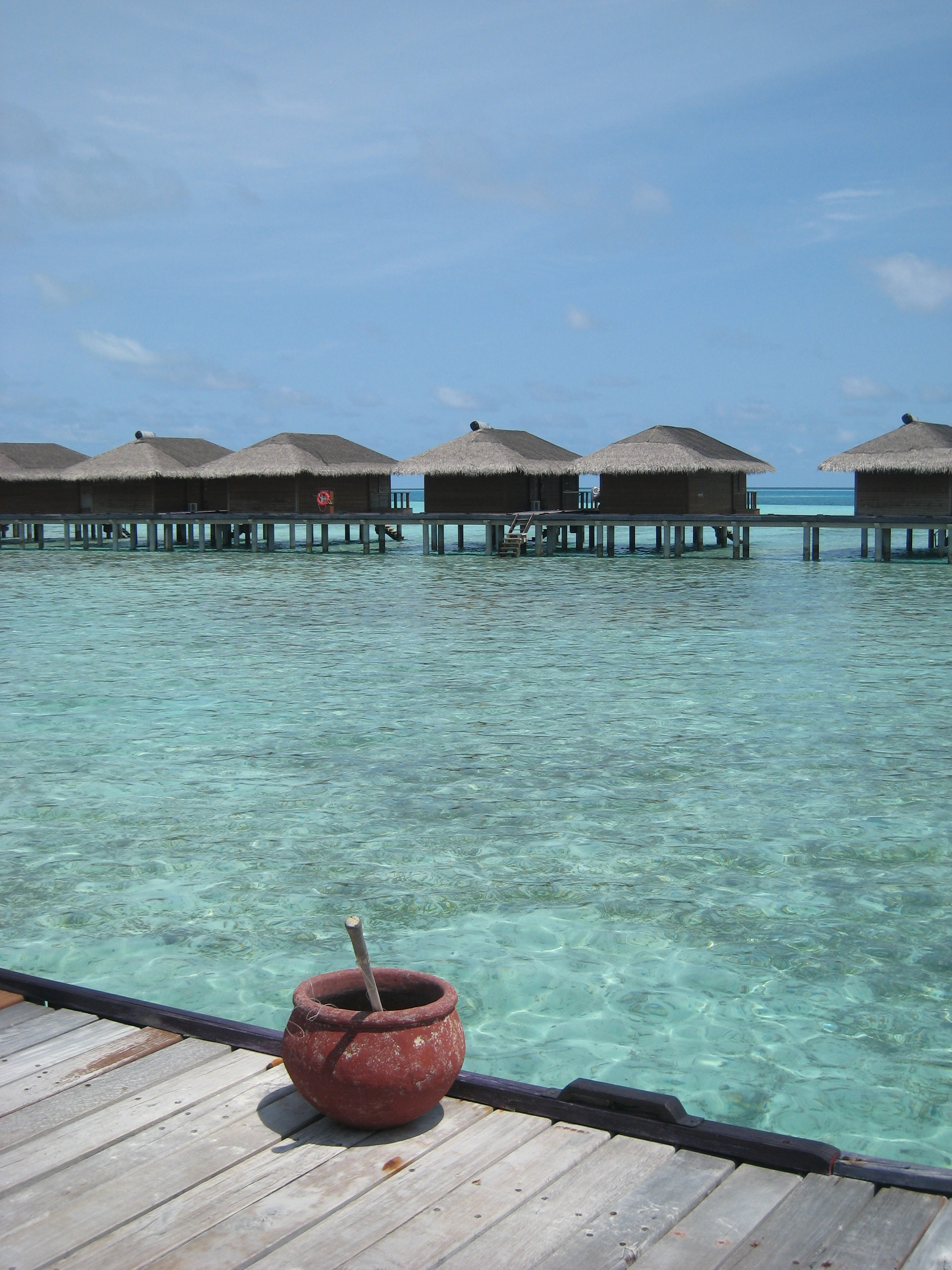
Medhufushi Resort sur l'atoll Mulaku aux Maldives.

Pour préciser la nature du lieu, il suffit de placer, en anglais, un déterminant devant resort : 
- beach resort
  1. station balnéaire, ou plage,
  2. complexe hôtelier (donnant sur une plage)
- casino resort : établissement de jeu ou casino
- golf resort : terrain de golf, domaine/complexe de golf
- health resort
  1. station/ville de cure thermale, station thermale ou  climatique ;
  2. complexe de cure/soins,
- holiday resort : lieu de vacances/villégiature ; village de vacances (mi-complexe hôtelier, mi-station touristique)
- lakeside resort
- luxury resort
- island resort
- mountain resort
  1. station de montagne ;
  2. hôtel de montagne
- naturist/nude resort : centre naturiste / de naturisme, camp de nudistes
- seaside resort : station balnéaire
- ski resort : station de ski, sports d'hiver, domaine skiable
- spa resort
  1. station thermale
  2. établissement thermal / de cure
- summer resort : station estivale
- tourist resort : centre touristique[3].

Les significations liées au tourisme sont détaillées ci-dessous.

## Station touristique

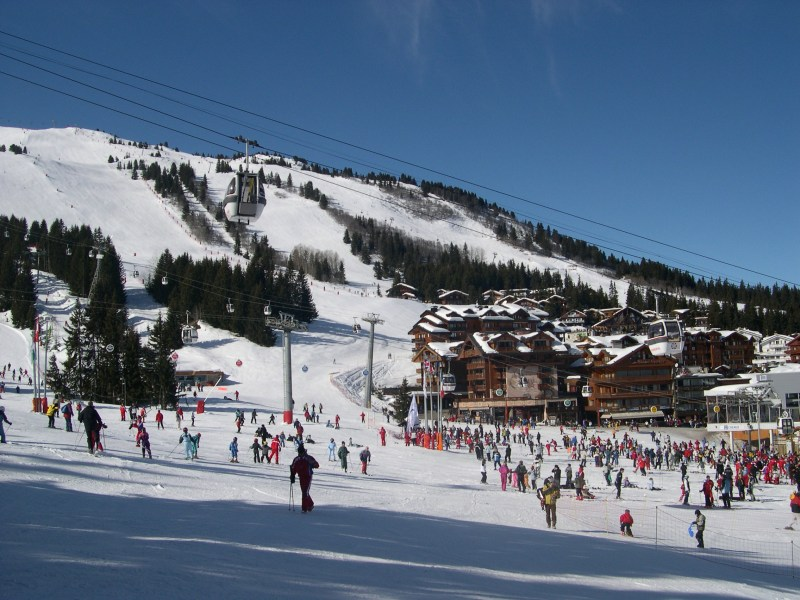
Station et domaine skiable de Courchevel, France.

Bien que non (ou peu) utilisé en français dans ce sens, resort peut également servir à désigner une station touristique dans son ensemble, avec toutes les activités qui y sont proposées. C'est le cas des stations de sports d'hiver (ski resorts), où le terme désigne la station comme un tout, incluant le domaine skiable, toutes les activités hivernales proposées et l'après-ski (bar, bowling, discothèque, animations…).
Il peut aussi s'agir d'une station thermale (spa resort) ou d'une station balnéaire (seaside resort).

## Complexe hôtelier
Dans les sociétés anglo-saxonnes, les hôtels de haut standing, aux services et activités multiples prennent le terme resort comme extension à leur nom.
Resort peut également désigner un complexe hôtelier. Il s'agit là d'un hôtel qui propose à sa clientèle des activités de loisirs en plus de l'hébergement. Il peut s'agir d'un espace de détente (piscine, sauna, spa, salle de sport…) ou encore d'activités de plein air tel qu'un golf.

### Villages de vacances
Un village de vacances (également appelé « club de vacances » ou « centre de villégiature ») est un complexe hôtelier dont le type de logement diffère quelque peu des hôtels classiques. L'hébergement se fait souvent en bungalow ou en chalet. Il propose des activités sensiblement identiques et parfois pratiquées en commun. En ce sens, les Clubs Med et les Center Parcs peuvent être considérés comme des resorts.

### Hôtel-casino
Souvent associé à l'image de Las Vegas, ces complexes hôteliers regroupent différentes activités autour d'un casino et d'un centre de divertissements, comme Coast Resort et ses quatre hôtels-casinos.

### Île-hôtel

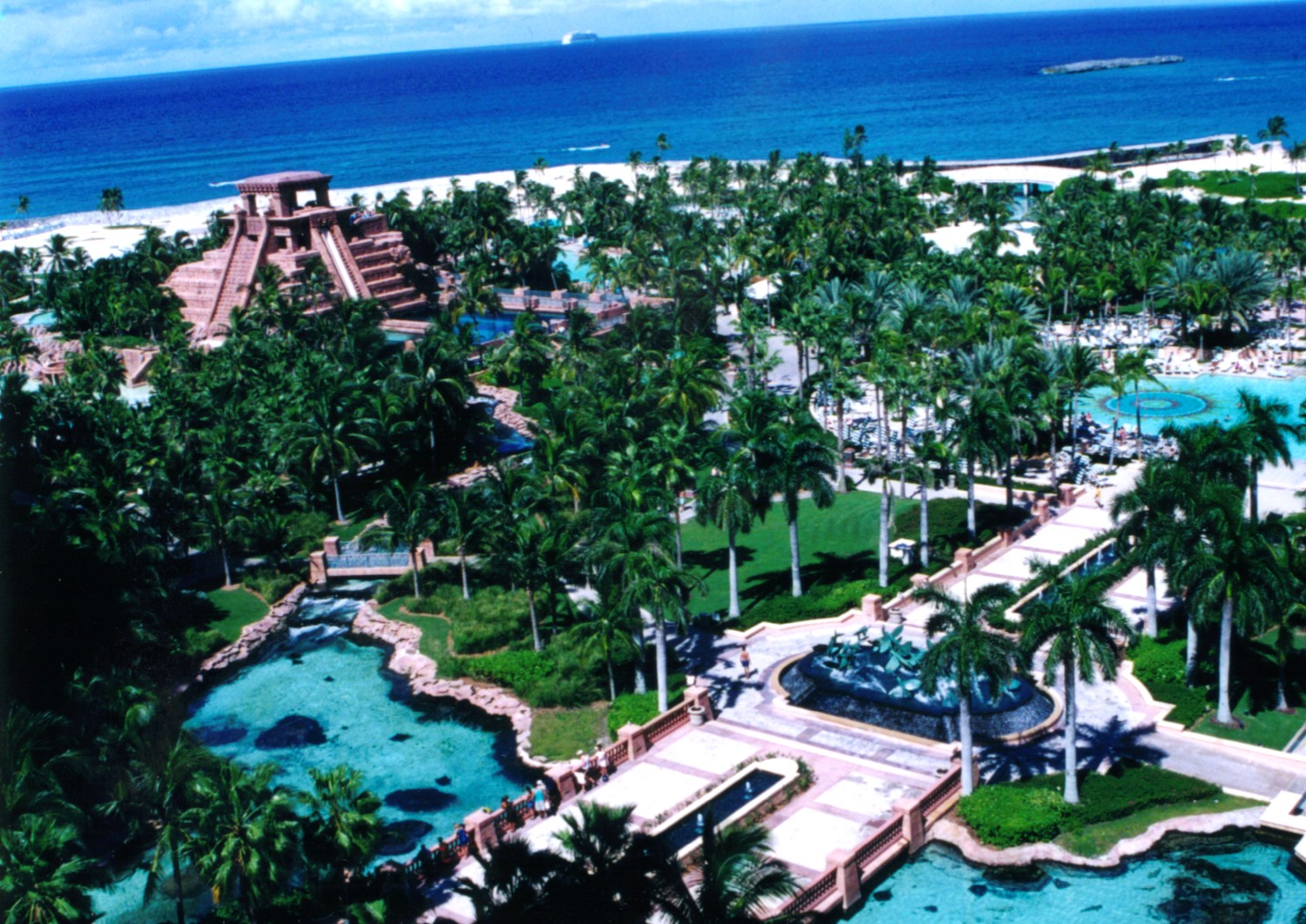
Club de vacances aux Bahamas.

Une île-hôtel (tourist resort island) est un complexe hôtelier se trouvant sur une île. On trouve plusieurs concepts d'îles-hôtel, mais le terme signifie plus particulièrement un hôtel étant seul, exclusif sur l’île (ou, une île qui n'abrite rien d'autre qu'un hôtel).
Ces îles se trouvent souvent au niveau des tropiques et les hôtels présents sont généralement de haut de gamme. Ils proposent un bon nombre d'activités soit nautiques, soit terrestres. Ce concept d'hôtel est très courant aux Seychelles ou aux Maldives. On trouve par exemple l'île de Halaveli dans l'atoll de North Ari aux Maldives.

## Dans l'industrie des parcs de loisirs
Dans les pays anglophones, le terme resort sert à désigner une station touristique plus ou moins grande, créée autour d'un ou de plusieurs parcs de loisirs. 
Aux États-Unis, des sociétés de divertissement comme Walt Disney Parks and Resorts ou Universal Parks & Resorts exploitent ce genre de complexe de loisirs. Le plus vaste d'entre eux est Walt Disney World Resort en Floride, dont la superficie est supérieure à celle de la ville de Paris intra-muros. 
Deux grands complexes asiatiques sont Guangzhou Chimelong Tourist Resort et OCT East, situés en Chine. 
Il existe aussi Dubaïland aux Émirats arabes unis, qui comprend plusieurs sociétés d'exploitation, sous la direction d'un promoteur local.